# Bulgarische Badmintonmeisterschaft 2016
Die Bulgarische Badmintonmeisterschaft 2016 fand vom 5. bis zum 8. Mai 2016 in Sofia statt.

## Medaillengewinner
| Disziplin    | Gold                              | Silber                              | Bronze                               |
| ------------ | --------------------------------- | ----------------------------------- | ------------------------------------ |
| Herreneinzel | Daniel Nikolov                    | Ivan Rusev                          | Dimitar Yanakiev                     |
| Herreneinzel | Daniel Nikolov                    | Ivan Rusev                          | Philip Shishov                       |
| Dameneinzel  | Petya NeDeltschewa                | Mariya Mitsova                      | Kristina Zheleva                     |
| Dameneinzel  | Petya NeDeltschewa                | Mariya Mitsova                      | Mila Ivanova                         |
| Herrendoppel | Alex Vlaar Philip Shishov         | Peyo Boichinov Ivan Panev           | Stefan Garev Boris Kessov            |
| Herrendoppel | Alex Vlaar Philip Shishov         | Peyo Boichinov Ivan Panev           | Sarkis Agopyan Vladimir Shishkov     |
| Damendoppel  | Mariya Mitsova Petya NeDeltschewa | Eva Toneva Michaela Cholakova       | Maria Delcheva Anna-Maria Tsaneva    |
| Damendoppel  | Mariya Mitsova Petya NeDeltschewa | Eva Toneva Michaela Cholakova       | Silvana Genkova Dimitria Popstoikova |
| Mixed        | Alex Vlaar Petya NeDeltschewa     | Philip Shishov Dimitria Popstoikova | Dimitar Delchev Maria Delcheva       |
| Mixed        | Alex Vlaar Petya NeDeltschewa     | Philip Shishov Dimitria Popstoikova | Shai Geffen Rumyana Ivanova          |